# Уртадо де Мендоса, Андрес

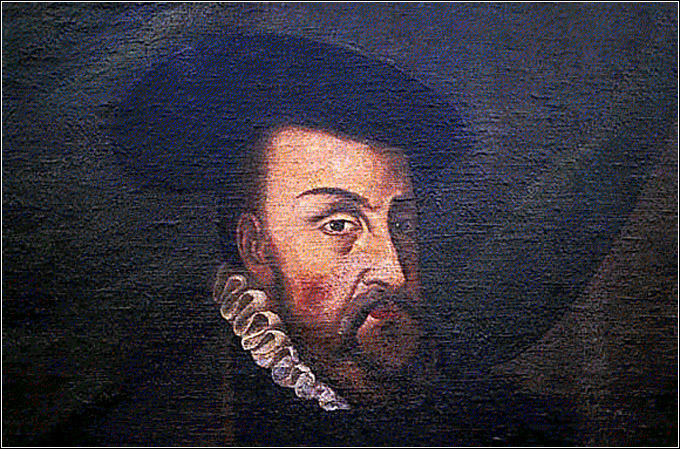
Портрет Андреса Уртадо де Мендоса

Андре́с Урта́до де Мендо́са, 3-й маркиз Каньете (исп. Andrés Hurtado de Mendoza y Cabrera, II Marqués de Cañete; около 1500, Куэнка, Испания — 30 марта 1561 года, Лима, Перу) — испанский дворянин, военный и колониальный чиновник. Вице-король Перу с 1556 года по 1561. Отец другого вице-короля Перу Гарсия Уртадо де Мендоса.

## Происхождение и ранняя карьера
Андрес Уртадо де Мендоса родился в испанской дворянской влиятельной семье, его отцом был Хуан Уртадо де Мендоса, губернатор Куэнки, а также главный королевский охотник Кастилии. С ранних лет Андрес Уртадо де Мендоса следовал за отцом, сопровождая его и помогая ему. Он находился на военной службе, сражался в Гранаде, Франции, Фландрии. Также он сопровождал испанского короля Карлоса V в военных походах в Германии и Фландрии.

## Вице-король Перу
Уртадо де Мендоса отплыл в Америку, будучи назначенным на пост вице-короля, в 1556 году он приплыл в Панаму (тогда часть Перу). В Панаме он вынужден был задержаться на некоторое время для того, чтобы подавить восстание беглых рабов. На подавление восстания он направил войска во главе с Педро де Урсуа.
В столицу Перу Лиму новый вице-король прибыл 29 июня 1555 года, колонию он увидел, ещё не оправившуюся от недавних восстаний. До него Перу на временной основе, в течение почти четырёх лет, управлял президент королевской аудиенции в Лиме Мельчор Браво де Саравия. Судьи в королевской аудиенции имели множество конфликтов и споров по переделу сфер влияния в колонии, они с высокомерием и пренебрежением отнеслись к новому вице-королю. Уртадо де Мендоса немедленно подал прошение к королю для устранения от власти самых непримиримых из судей.
Перу в то время представляло собой удручающее зрелище, различные группировки конкистадоров боролись за сферы влияния и перераспределение доходов. Во многих регионах колонии тлели очаги восстаний, среди которых были как восстания конкистадоров, так и сохранялись очаги сопротивления инков. Уртадо де Мендоса принял решительные репрессивные меры по усмирению колонии, при нём было казнено или выслано множество недовольных политикой короны в регионе испанцев. Для улучшения обстановки им был создан на постоянной основе военный гарнизон в Лиме и проведены меры по улучшению безопасности побережья Перу.
Уртадо де Мендоса основал в Лиме колледж для бедных девочек метисов, а также колледж в Трухильо. Он принимал меры по обеспечению недавно основанного университета в Лиме. Он также основал больницу Сан-Андрес в Лиме и поместил туда мумии Инков Виракочи, Юпанки и Уайна Капака.
В 1558 году он основал город Куэнка около древнего инкского королевского корда Томебампа (современный Эквадор). Им были основаны чилийские города Мендоса (1561) и Осорно (1558) и аудиенция в Чукисаке.
В том же 1558 году вице-король послал несколько исследовательских экспедиций, в задачу этих экспедиций также входили карательные меры против различных банд авантюристов. Своему давнему преданному соратнику Педро де Урсуа он поручил усмирение племён Амазонки.
Своего двадцатидвухлетнего сына Гарсия Уртадо де Мендоса он назначил на пост губернатора Чили. В 1557 году португалец Энрике Гарсес обнаружил залежи ртути в Хуанкавелике, необходимой для добычи серебра.

## Отношения с индейцами

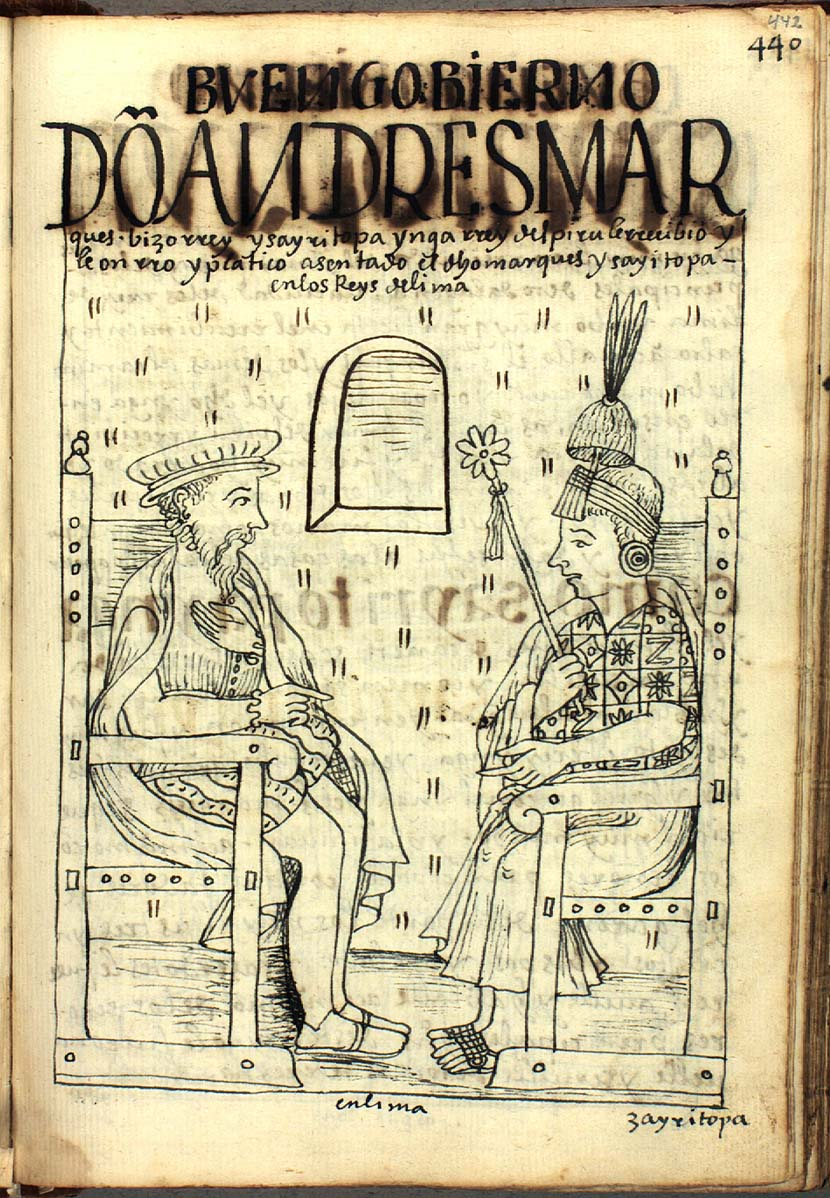
Встреча вице-короля и Сайри Тупака

На посту вице-короля Уртадо де Мендоса провёл встречу с Инкой Сайри Тупаком 5 января 1560 года. Сайри Тупак был последним внуком Уайна Капака и таким образом являлся наследником Империи инков. Сайри Тупак был встречен вице-королём с особыми почестями, но от него был потребован отказ от прав на наследование Империи Инков. Сайри Тупак согласился с требованием испанцев, отказался от притязаний на империю и принял крещение с именем Диего, в обмен он получил титул принца Юкай и большой доход.
Во время своего правления Уртадо де Мендоса запретил продажу алкогольных напитков коренному населению колонии.

## Отставка
Вскоре многочисленные жалобы недовольных жёстким стилем управления вице-короля заставили короля Филиппа II отстранить Уртадо де Мендоса от управления колонией. Многочисленные жалобщики, как правило, были из высланных из колонии и достигших Испании, поэтому вице-король не мог оправдаться перед королём. На его смену король назначил Диего Лопеса де Суньига, который, приехав в Перу и, прежде чем достигнуть столицы, отправил вице-королю весьма непочтительное письмо. После прочтения письма Уртадо и Мендоса заболел и умер, прежде чем новый вице-король достиг Лимы. Похоронен в соборе Куэнки в Испании.